# جمعه (فیلم ۱۹۹۵)
جمعه (به انگلیسی: Friday) یک فیلم زوج هنری کمدی و استونر آمریکایی محصول سال ۱۹۹۵ به کارگردانی اف. گری گری و نویسندگی آیس کیوب و دی‌جی پو است. اولین قسمت از فرانچایز جمعه، این فیلم با بازی آیس کیوب، کریس تاکر، نیا لانگ، برنی مک، جان ویثرسپون، رجینا کینگ و آنتونی جانسون می‌باشد. داستان آن در جنوب مرکزی لس آنجلس می‌گذرد و داستان دوستان بیکار کریگ جونز و اسموکی را دنبال می‌کند که پس از بدهکار شدن به یک فروشنده مواد مخدر محلی با مشکلاتی مواجه می‌شوند.

## دنباله‌ها
- جمعه آینده (۲۰۰۰)
- بعد از جمعه آینده (۲۰۰۲)